# Marian Henryk Serejski
Marian Henryk Serejski (ur. 3 maja 1897 w Warszawie, zm. 23 października 1975 tamże) – polski historyk, mediewista, historyk historiografii.

## Życiorys
Absolwent historii Uniwersytetu Warszawskiego. W 1925 obronił rozprawę doktorską (Idea Imperium Romanum w Galii Merowińskiej) przygotowaną pod kierunkiem Marcelego Handelsmana. Uzyskał habilitację w 1937 (praca pt. Idea jedności karolińskiej. Studium nad genezą wspólnoty europejskiej w średniowieczu). W latach 1937–1939 pracował w Wojskowym Biurze Historycznym}. 
W okresie II wojny światowej przebywał początkowo w Warszawie (zajmował się zabezpieczaniem przed Niemcami akt GISZ), a następnie na wsi w Lubelskiem. W 1940 aresztowany i osadzony w obozie w Oświęcimiu (zwolniony w 1942). Zaangażowany w tajne nauczanie.  Od 1945 związany z Uniwersytetem Łódzkim. W 1946 profesor nadzwyczajny, 1956 profesor zwyczajny. W latach 1948–1950 dziekan Wydziału Humanistycznego Uniwersytetu Łódzkiego. od 1965 związany Instytutem Historii PAN (do 1968 kierownik Zakładu Historii Historiografii).  Inicjator serii Klasycy Historiografii Polskiej. Laureat Nagrody Fundacji im. A. Jurzykowskiego (1971) oraz Nagrody "Miesięcznika Literackiego" (1974) za książkę "Naród a państwo w polskiej myśli historycznej" (Państwowy Instytut Wydawniczy). W 1961 brał udział, jako wolnomularz, w „obudzeniu” Loży-Matki „Kopernik” w Warszawie.
Został odznaczony Krzyżem Kawalerskim Orderu Odrodzenia Polski (1950).
Jego uczniami byli m.in.: Franciszek Bronowski, Andrzej Feliks Grabski, Andrzej Wierzbicki.
Został pochowany na cmentarzu Powązkowskim w Warszawie (kwatera 80-1-23).

## Wybrane publikacje
- Bizancjum, Warszawa: Spółdzielnia Wydawnicza „Czytelnik” 1947.
- Narodziny średniowiecznej Europy na Zachodzie, Warszawa: Państwowe Zakłady Wydawnictw Szkolnych 1949.
- Joachim Lelewel. Z dziejów postępowej myśli historycznej w Polsce, Warszawa: Państwowe Wydawnictwo Naukowe 1953.
- Studia nad historiografią Polski. Cz. 1, K. B. Hoffman, Łódź: Łódzkie Towarzystwo Naukowe 1953.
- Upadek cesarstwa rzymskiego i początki feudalizmu na Zachodzie i w Bizancjum, Warszawa: Państwowe Wydawnictwo Naukowe 1954.
- Zarys historii historiografii polskiej. Cz. 1, (Od połowy XVIII w. do roku ok. 1860), Łódź: Państwowe Wydawnictwo Naukowe 1954.
- Zarys historii historiografii polskiej. Cz. 2, (1860-1900), Łódź: Państwowe Wydawnictwo Naukowe 1956.
- Koncepcja historii powszechnej Joachima Lelewela, Warszawa: Państwowe Wydawnictwo Naukowe 1958.
- Karol Wielki na tle swoich czasów, Warszawa: "Książka i Wiedza" 1959.
- (współautorzy: Józef Dutkiewicz, Krystyna Śreniowska), Zarys historii historiografii polskiej. Cz. 3, (1900-1939), Łódź: Państwowe Wydawnictwo Naukowe 1959.
- Historycy o historii: Od Adama Naruszewicza do Stanisława Kętrzyńskiego, t. 1: 1775-1918, zebrał, wstępem i koment. opatrzył Serejski Marian Henryk, Warszawa: Państwowe Wydawnictwo Naukowe 1963.
- Przeszłość a teraźniejszość. Szkice i studia historiograficzne, Wrocław: Zakład Narodowy im. Ossolińskich - Wydawnictwo PAN 1965.
- Historycy o historii: Od Adama Naruszewicza do Stanisława Kętrzyńskiego, t. 2: 1918-1939, zebrał, wstępem i koment. opatrzył Serejski Marian Henryk, Warszawa: Państwowe Wydawnictwo Naukowe 1966.
- Europa a rozbiory Polski. Studium historiograficzne, Warszawa: Państwowe Wydawnictwo Naukowe 1970 (wyd. 2 Warszawa: Wydawnictwo Naukowe PWN 2009).
- Naród a państwo w polskiej myśli historycznej, Warszawa: Państwowy Instytut Wydawniczy 1973(wyd. 2 1977).
- Jestem zdrów i czuję się dobrze... Oświęcimskie listy Mariana Henryka Serejskiego, w oprac. Krystyny Serejskiej Olszer, Oświęcim: Państwowe Muzeum Auschwitz-Birkenau 2007.